# Cantonul Le Vauclin
Cantonul Le Vauclin este un canton din arondismentul Le Marin, Martinica, Franța.

## Comune
| Comune     | Populație (1999) | Cod poștal | Cod INSEE |
| ---------- | ---------------- | ---------- | --------- |
| Le Vauclin | 9.087            | 97280      | 97232     |